# Steve McClure
Steve McClure (Saltburn-by-the-Sea, 25 luglio 1970) è un arrampicatore britannico.
Pratica l'arrampicata in falesia, il bouldering e le vie lunghe. Ha gareggiato nelle competizioni di difficoltà.

## Biografia
Ha cominciato ad arrampicare dai sei anni in quanto i genitori erano arrampicatori. A sedici anni ha salito vie di grado di difficoltà E5 e E6 ma solo dal 1994, a 24 anni, ha praticato l'arrampicata sportiva vera e propria. È passato velocemente dall'E6 al 7b a vista e poi in un anno all'8b (saltando l'8a) Zeke The Freak a Rubicon Peak, in due all'8c e in quattro al 9a.
Si dedica soprattutto alla ricerca della difficoltà nelle falesie inglesi, con prime salite di 9a e 9a+. Tra il 2000 e il 2005 ha anche partecipato ad alcune gare di Coppa del mondo lead, cinque in tutto. Oltre che arrampicatore Steve McClure è un ingegnere meccanico, lavoro che ha lasciato nel 2001 per dedicarsi esclusivamente all'arrampicata.
Nel maggio 2010 durante un viaggio in Inghilterra Adam Ondra ha ripetuto due suoi 9a: North star e Northern light, che erano entrambi ancora irripetuti. Nel maggio 2011 Adam Ondra ha ripetuto per la prima volta anche il 9a+ Overshadow confermando il grado come un 9a+ difficile. Il giorno successivo ha effettuato anche la seconda salita del 9a Rainshadow commentandola come una delle vie più belle da lui salite.

## Palmarès

### Coppa del mondo
|      | 2000 | 2001 | 2002 | 2003 |
| ---- | ---- | ---- | ---- | ---- |
| Lead | 51   |      |      | 53   |

## Falesia

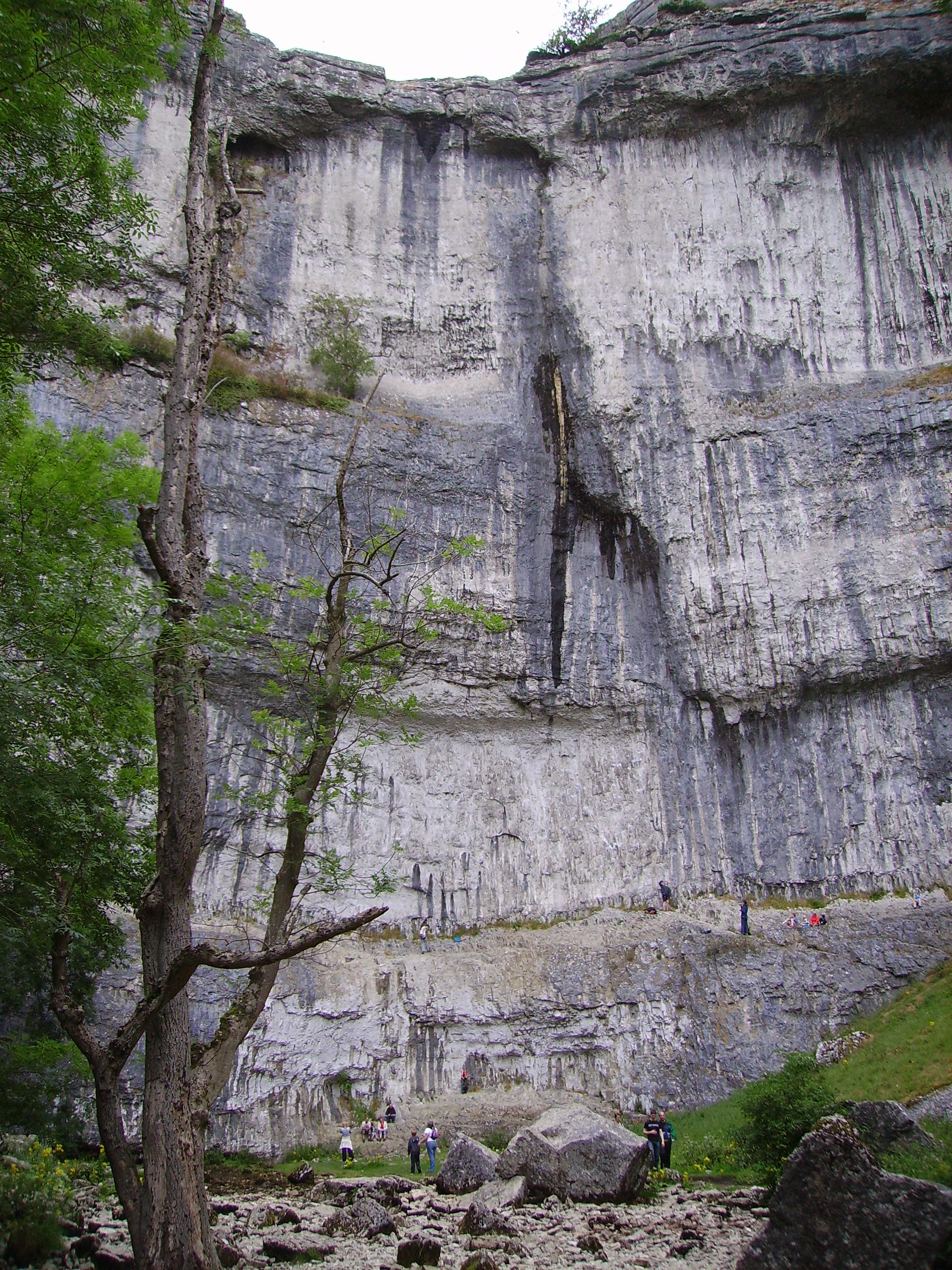
La parete di Malham Cove dove sale il 9a+ Overshadow

### Lavorato
- 9a+/5.15a:
  - Overshadow - Malham Cove (UK) - 23 maggio 2007 - Prima salita (estensione di Overnight Sensation 8a+)[2]
- 9a/5.14d:
  - North star - Kilnsey (UK) - 15 maggio 2008 - Prima salita (unione di Northern Exposure 8b+ e Progress 8c+)[3]
  - Stamina Power Link - Raven Tor (UK) - 1º giugno 2005
  - Rainshadow - Malham Cove (UK) - 20 giugno 2003 - Prima salita (estensione di Raindogs 8a)[4]
  - Northern light - Kilnsey (UK) - 18 luglio 2000 - Prima salita[5]
  - Mutation - Raven Tor (UK) - 1º novembre 1998 - Prima salita

### A vista
Ha salito due vie di 8b+ a vista.

## Vie lunghe
- Hotel Supramonte - Gola di Gorroppu (ITA) - 1º maggio 2005[6]

## Deep water soloing
Nel settembre 2004 ha effettuato in Croazia la prima salita di Ring of Fire un 8b+ scalato in deep water soloing ossia slegato sul mare, senza altra sicurezza che l'acqua sottostante.